# 히사카지마촌
히사카지마촌(久賀島村)은 일본 나가사키현 미나미마쓰우라군에 설치되었던 촌이다. 현재의 고토시의 일부에 해당한다.